# 28주 후
《28주 후》(28 Weeks Later)는 2007년 개봉된 영국의 종말론적 공포 영화로. 2002년작 《28일 후》의 속편이다. 후안 카를로스 프레스나디요가 감독을 맡았고, 영국과 미국에 2007년 5월 11일에 개봉됐다. 주로 잉글랜드 런던에서 촬영됐으며, 몇몇 장면은 웨일스 카디프에 있는 밀레니엄 경기장에서 촬영됐다.

## 줄거리
영화는 28일 후에서 등장했던 분노 바이러스(Rage Virus)가 런던 전역을 덮친 후 6개월이 지난 시점에서 시작된다. 시간이 지나자 바이러스와의 전쟁도 승리해가는 듯 보이고, 도시는 질서를 되찾아간다. 그러나 바이러스는 죽지 않고 예전보다 더 위험한 형태로 변화해 도시를 초토화시키려 한다.
한 사람(남편)이 좀비로부터 탈출하는데, 그만 아내를 놓치고 만다. 아내는 좀비들에게 물리고 만다. 남편은 보트를 타고 탈출하면서 비명을 지르는 아내를 바깥에서 보며 절규한다. 그러나 좀비들을 보며 생존 본능이 앞서게 되고 결국 탈출에 성공한다.
이후 영국에서 설정된 '안전 구역'에 그와 그의 아들, 딸(아들 입장에서는 누나이다.)을 포함한 1만 5천 명의 사람들이 수용된다. 안전 구역의 경계는 군대에 의해 철저히 봉쇄된다. 그런데 그의 아들과 딸이 아버지로부터 과거의 이야기를 듣게 되고, 그 안전 구역으로부터 무단 탈출하여 어머니를 찾게 된다. 그런데 어머니는 좀비들에게 물렸음에도 불구하고 살아 있는 상태로 발견되고(보균자 상태. 이때는 눈의 빛이 핏빛이 된다), 그 즉시 소독 절차를 거친 뒤 별도의 구역에 수용된다.
그런데 남편이 아내를 찾게 되고, 그러다가 남편이 아내로부터 감염이 된다. 남편은 결국 아내를 처참하게 죽이게 되고, 결과적으로 안전 구역 전체에 경보가 발령된다. 군인들은 감염자들을 죽이다가 수에 부치자 결국 모두 죽이라는 명령을 받고 살상 절차를 수행한다.
남편의 아들과 딸은 살아 있는 상태에서, 아들과 딸은 필사적으로 탈출하여 안전 구역 밖에 있게 된다. 한편, 저쪽에서 헬기가 이들을 도와 준다. 그 헬기의 조종사는 프로펠러를 이용하여 좀비들을 모두 죽인다.
그들은 군인들로부터 무기를 받고, 계속 탈출하는 과정에서 버려진 한 지하철역에 도착하게 된다. 계속 내려가다가 그들은 좀비를 발견하고 바로 전쟁에 돌입하는데, 이 과정에서 그(남편)의 아들이 좀비에 물리게 된다. 누나는 결국 좀비를 죽이게 되지만, 아들은 그 바이러스의 보균자가 되고 만다(이것은 영화의 한 장면에서, 아들의 눈이 핏빛이 되는 것으로 확인할 수 있다.). 어쨌든 그의 아들과 딸은 결과적으로 탈출하게 된다.
마지막 장면에서 버려진 헬기의 통신 장면이 나오고, 다음에 에펠탑으로 돌진하는 좀비들의 모습이 나오면서 끝난다.

## 출연

### 주연
- 로버트 칼라일
- 로즈 번
- 제레미 레너
- 해롤드 페리뉴
- 캐서린 맥코맥
- 맥킨토시 머글턴
- 이모겐 푸츠
- 이드리스 엘바

### 조연
- 아만다 워커
- 샤히드 아메드
- 가필드 모건
- 에밀리 비샴
- 빈스 엘-바라위

## 기타
- 공동제작: 버나드 벨류
- 미술: 마크 타이데슬리
- 의상: 제인 페트리
- 배역: 샤힌 베이그

## 평가
《28주 후》는 대개 긍정적인 평가를 받았다. 로튼 토마토에서 98개의 긍정적인 평가와 42개의 부정적인 평가로 71 %를 기록했다.